# Bewitched (TV-serie)
Bewitched är en amerikansk TV-situationskomedi skapad av författaren Sol Saks. TV-serien sändes i USA mellan 1964 och 1972.
Den handlade om en häxa (spelad av Elizabeth Montgomery) som gifter sig med en vanlig man.
I filmen En förtrollad romans från 2005 görs en nyinspelning av denna TV-serie.

## Handling
Den unge företagsledaren Darrin Stephens (Dick York 1964-1969 och Dick Sargent 1969-1972) gifter sig med en vacker kvinna, Samantha Stephens (Elizabeth Montgomery). På deras smekmånad avslöjar Samantha en hemlighet för honom: hon är häxa med magiska krafter. Darrin får henne att lova honom att leva som en dödlig, utan att använda trolldom och besvärjelser. Men ibland använder hon sin magi för att hjälpa Darrin, sig själv eller andra. Samanthas mamma Endora (Agnes Moorehead) ogillar sin dödlige svärson. Hon vägrar acceptera honom och "glömmer" ideligen hans namn. I förorten Morning Glory Circle, där Samantha och Darren bor, finns deras nyfikna granne Gladys Kravitz (Alice Pearce). Gladys misstänker att Samantha är en häxa men hon lyckas aldrig bevisa det för sin make Abner Kravitz (George Tobias). Darrin arbetar på reklambyrån McMahon och Tate med Larry Tate (David White), som är gift med Louise Tate (Kasey Rogers). Samantha får ofta besök av sina släktingar som även de är häxor. En av hennes släktingar som ofta hälsar på är hennes söta gamla moster Clara (Marion Lorne).